# 1525
1525 (MDXXV) je bilo navadno leto, ki se je po julijanskem koledarju začelo na nedeljo.

## Dogodki
- ustanovljen verski red kapucinov
- nemška kmečka vojna zajame tudi Turingijo

## Smrti
- 18. maj - Pietro Pomponazzi, italijanski filozof (* 1462)
- - Soami, japonski slikar (* leto neznano)